# الاتحاد الدولي للملاحة الفضائية

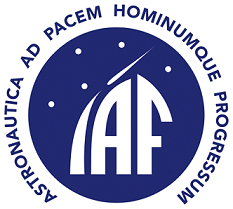
شعار الاتحاد الدولي للملاحة الفضائية.

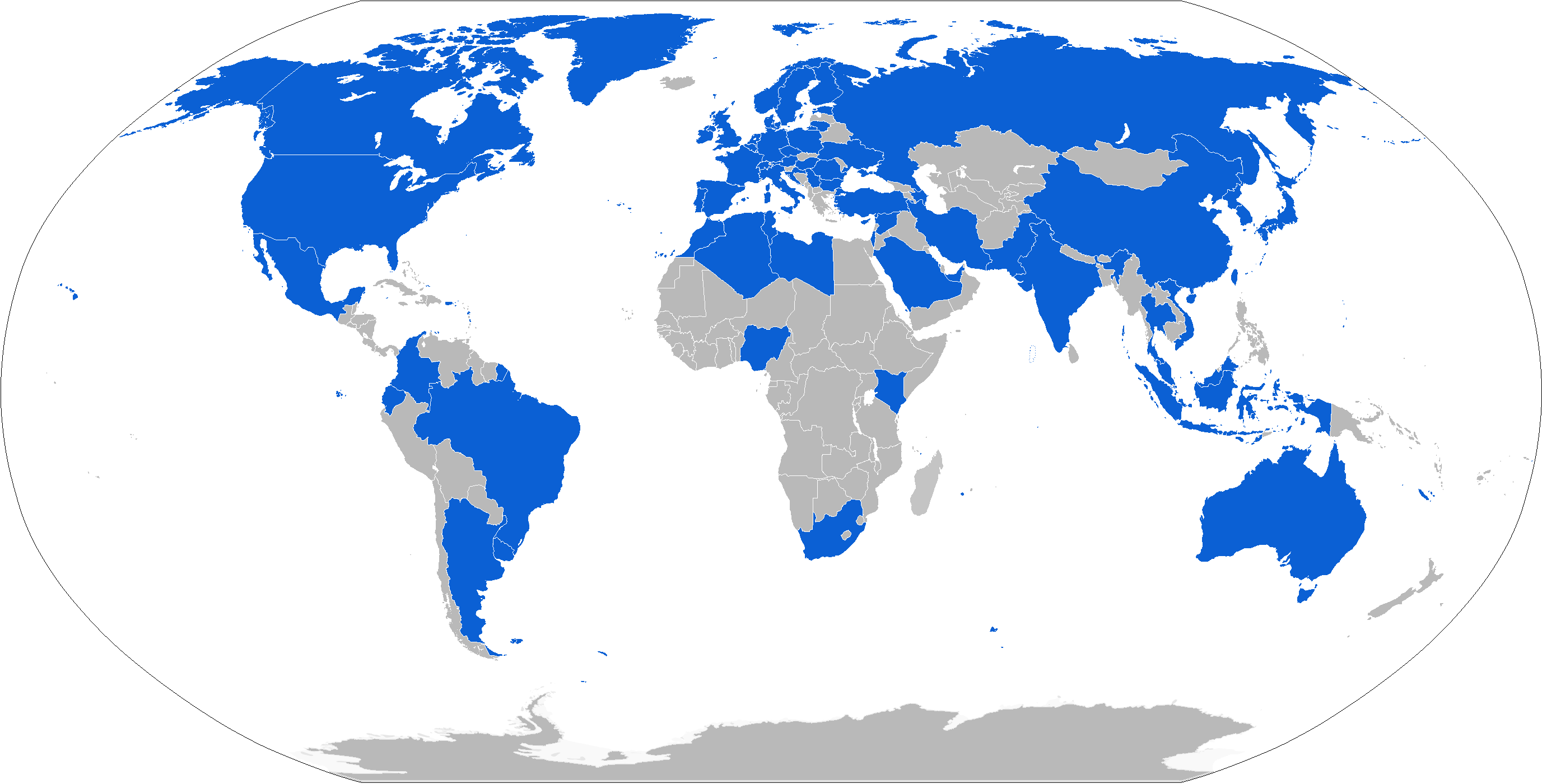
الدول الأعضاء في الاتحاد باللون الأزرق.

الاتحاد الدولي للملاحة الفضائية (بالإنجليزية:International Astronautical Federation) هي منظمة دولية تهتم بأمور الفضاء ومقرها في باريس، وتأسس في عام 1951 كمنظمة غير حكومية لإقامة حوار بين العلماء في جميع أنحاء العالم، لطرح ومناقشة المعلومات حول التعاون الدولي للفضاء. لديها أكثر من 300 عضوا من 66 بلدا في جميع أنحاء العالم.

## وصلات خارجية
- الموقع الرسمي
- المؤتمر الدولي للملاحة الفضائية 2013